# Partidos políticos prohibidos en Alemania
Partidos políticos prohibidos en Alemania  incluyen el Partido Comunista de Alemania y el Partido Socialista del Reich. Un tercer partido, La Patria (anteriormente conocido como Partido Nacional Democrático de Alemania), está clasificado como «anticonstitucional» y no puede recibir financiación pública para campañas, aunque sus actividades no tienen otras restricciones. A partir de 2025 se está intentando ilegalizar Alternativa para Alemania.
El procedimiento de prohibición de un partido político implica un proceso judicial previsto en la Ley Fundamental para la República Federal de Alemania y la legislación habilitante pertinente, y las decisiones son apelables ante el Tribunal Europeo de Derechos Humanos. Tiene su base filosófica en el concepto constitucional alemán de «democracia militante».

## Antecedentes
El artículo 21 de la Ley Fundamental establece que «los partidos políticos podrán constituirse libremente», y que las leyes federales regularán su formación y funcionamiento.
La versión vigente de la Ley de Partidos de la República Federal de Alemania, con sus modificaciones, de 2025, fue promulgada en 1967 y define a los partidos políticos como «entidades centrales para el buen funcionamiento de la democracia». Los partidos están formados por grupos de ciudadanos alemanes que los registran ante las autoridades federales y de los Länder y, a partir de entonces, pueden presentar candidatos en las elecciones federales y de los Länder. Un partido queda automáticamente desautorizado si durante un período de seis años no ha nombrado a ningún candidato para un cargo político o si no ha presentado un estado de cuentas al Bundestag durante un período de tiempo similar. Los partidos que reciben más de una cierta cantidad de votos agregados en una elección se vuelven elegibles para recibir financiamiento público de actividades de campaña.

## Proceso de prohibición

### Base filosófica de la prohibición de partidos
El orden constitucional de la República Federal de Alemania se basa en el concepto de streitbare Demokratie («democracia militante»), que postula que el Estado, como entidad, puede suprimir las libertades individuales y corporativas para garantizar la perpetuidad del gobierno democrático.

### Enfoque procesal de la prohibición
Si bien muchas organizaciones que violan la sección 86a del código penal alemán (relacionadas con organizarse contra el estado o usar símbolos asociados con dicha organización) pueden ser ilegalizadas por el Ministerio Federal del Interior y de la Patria, las entidades que se organizan con éxito como partidos políticos tienen protecciones especiales contra la prohibición administrativa.
Las normas para la prohibición de partidos políticos en la República Federal de Alemania están establecidas en el artículo 21 de la Ley Fundamental y en el artículo 43 de la Ley del Tribunal Constitucional Federal. Según el Tribunal, los partidos que, «por sus fines o por la conducta de sus partidarios, intenten socavar o abolir el orden fundamental, libre y democrático, o poner en peligro la existencia de la República Federal de Alemania, deben ser declarados inconstitucionales».
El tribunal ha interpretado estas normas para establecer dos criterios de prohibición, ambos de los cuales deben cumplirse.
 
- El primer criterio es que un partido demuestre una «actitud agresiva y combativa» que cree un «clima de miedo» con el objetivo final de abolir el orden democrático o la existencia de la República Federal de Alemania.[5]
- El segundo criterio, creado en 2017, se llama «potencialidad». El partido en cuestión debe tener el potencial de implementar realmente sus objetivos antidemocráticos para calificar para la prohibición.[7][8] Un partido que sea «totalmente improbable» que socave la democracia o acabe con la existencia de la República Federal de Alemania no cumple el criterio de «potencialidad».[8] Los factores que podrían utilizarse para determinar la «potencialidad» incluyen el desempeño del partido en las encuestas públicas, el grado de representación del partido en los cargos electos y los recursos del partido.[8]

Los partidos que solo cumplen el primer criterio (aquellos que buscan «socavar o abolir» la democracia o el Estado alemán), pero que no tienen una posibilidad realista de lograr sus objetivos, se consideran «anticonstitucionales» en lugar de «inconstitucionales» y se les puede prohibir el acceso a la financiación pública de campañas, pero por lo demás se les debe permitir mantener su actividad organizativa y electoral sin ser molestados.
El tribunal sólo inicia una investigación y emite una resolución a petición del Bundesregierung, del Bundestag, del Bundesrat o, en el caso de partidos locales, del gobierno de uno de los Länder. La prohibición requiere la concurrencia de una mayoría de dos tercios de los jueces del tribunal.

### Efecto de la prohibición
A un partido político prohibido se le prohíbe la venta o exhibición pública de sus símbolos y logotipos, se lo deja inelegible para el financiamiento de campañas públicas, se prohíbe la formación de nuevas organizaciones bajo su nombre, los candidatos no pueden aparecer en las papeletas electorales con la identificación partidaria del partido prohibido, y sus activos son confiscados.

### Recurso al TEDH
Alemania es parte de la Convención Europea de Derechos Humanos. Las prohibiciones de partidos impuestas en Alemania por el Tribunal Constitucional Federal pueden ser apeladas ante el Tribunal Europeo de Derechos Humanos (TEDH), donde estarían sujetas a escrutinio de conformidad con un estándar adoptado por este último tribunal a principios de la década de 2000. Según esta norma, un partido político solo puede ser prohibido en un estado signatario si: (a) se demuestra que los líderes o miembros del partido han hecho discursos, publicaciones u otros actos que defienden una visión «incompatible con el concepto de una sociedad democrática», (b) se muestra que los discursos, publicaciones u otros actos son representativos del partido en su conjunto, (c) hay «evidencia plausible» de una «amenaza inminente» a la democracia si se permite la existencia continua del partido. Al cumplirse estos tres criterios, la prohibición se permite «solo en los casos más graves».
En el derecho europeo, la prueba plausible es aquella que parece creíble y probablemente verdadera, mientras que la demostración de una «amenaza inminente» implica, según Sottiaux y Rummens, mostrar dicha prueba en relación con la importancia del «tamaño de un partido, sus resultados electorales, sus oportunidades de participación real en el gobierno... [y] su poder para influir en la opinión pública». La reserva del mecanismo de prohibición solo para «los casos más graves» exige demostrar que se han agotado los métodos menos onerosos para mitigar la amenaza, salvo una prohibición total, o que es poco probable que resulten eficaces.
Hasta 2022, la única prohibición confirmada por el TEDH en apelación fue el caso de 2003 del Partido del Bienestar de Turquía.

## Partidos prohibidos
El Partido Nacionalsocialista Obrero Alemán (o Partido Nazi) fue prohibido el 10 de octubre de 1945 tras la destrucción legal del Reich alemán y por decreto del Consejo de Control Aliado que actuaba como sucesor del extinto Estado alemán.
Después de la fundación de la República Federal de Alemania, el Partido Socialista del Reich fue formado por los funcionarios supervivientes del Partido Nazi como una recreación del mismo. En 1952, el Tribunal Constitucional Federal prohibió dicho partido. En 1956, se prohibió el Partido Comunista de Alemania.

### Otros intentos de prohibir partidos

#### Partido de los Trabajadores Alemanes por la Libertad y laNational Liste

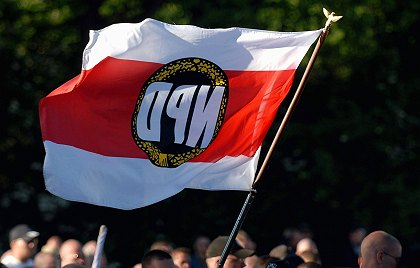
La bandera del Partido Nacional Democrático de Alemania (NPD) mostrada en una foto de 2008. Ha habido múltiples intentos de declarar al NPD inconstitucional o anticonstitucional.

Los intentos de prohibir el Partido de los Trabajadores Alemanes por la Libertad y la National Liste en 1994 fracasaron porque ninguno de ellos cumplía los requisitos legales para ser clasificado como partido político; ambos fueron posteriormente ilegalizados en virtud de mecanismos legales alternativos aplicables a asociaciones no partidistas.

#### Partido Nacional Democrático de Alemania
En 2003, 2016 y 2021 se solicitó al Tribunal Constitucional Federal que considerara la posibilidad de clasificar al Partido Nacional Democrático de Alemania como inconstitucional.
En el primer caso, en 2003, el tribunal se negó a actuar después de descubrir que informantes que trabajaban en nombre de la Oficina Federal para la Protección de la Constitución se habían infiltrado en los escalones ejecutivos del partido hasta tal punto que el propio gobierno alemán tenía parcialmente el control del funcionamiento del partido. Los agentes del gobierno ocupaban puestos de liderazgo en el partido y, según el tribunal, podían ordenar al partido que realizara actos ilegales para generar la evidencia necesaria para prohibirlo; era imposible, concluyó el tribunal, distinguir qué acciones estaba tomando el partido por voluntad propia y cuáles bajo la dirección del gobierno.

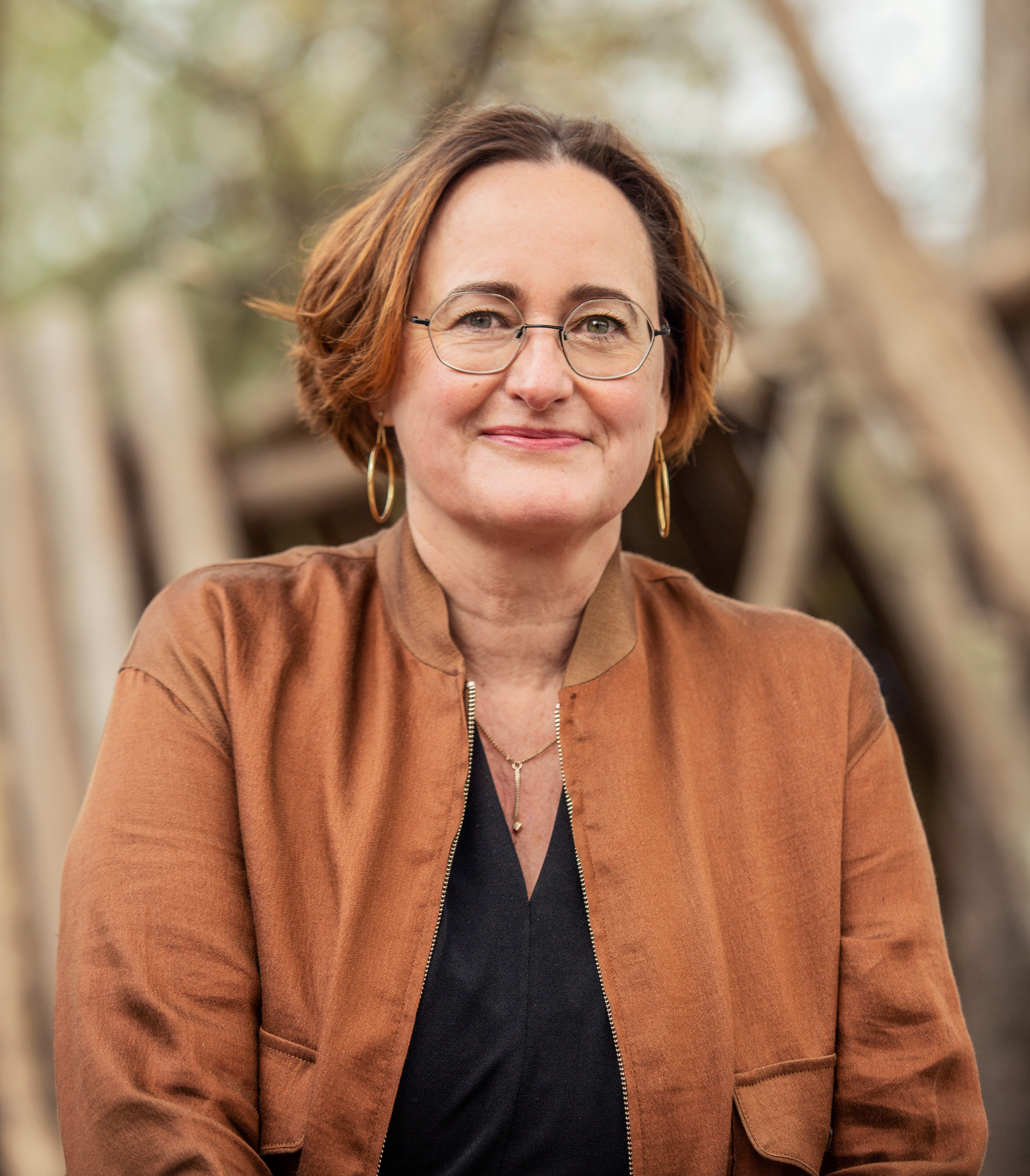
Martina Renner en 2021. En 2024, ella y otros diputados del Bundestag pidieron la prohibición de Alternativa para Alemania.

En el segundo caso, en 2016, el tribunal determinó que si bien el partido buscaba socavar el orden democrático, en realidad no representaba una amenaza seria de hacerlo.  El caso se vio obstaculizado por el descubrimiento de que la Oficina Federal para la Protección de la Constitución había destruido algunos de sus archivos de pruebas relacionados con el partido antes de que el asunto fuera llevado a la corte.
En 2021, el partido fue finalmente decretado anticonstitucional, lo que resultó en que se le prohibiera acceder a los fondos estatales asignados a los partidos políticos, la primera vez que se imponía una sanción de este tipo a un partido político que no estaba también prohibido. La sentencia, una determinación menor que la de inconstitucionalidad, dejó al partido en libertad de continuar llevando a cabo sus actividades.

#### Alternativa para Alemania
En 2024, Carmen Wegge, Martina Renner y otros miembros del Bundestag presentaron una resolución pidiendo al Tribunal Constitucional Federal que iniciara una investigación sobre la prohibición de Alternativa para Alemania. El 30 de enero de 2025, el Bundestag debatió el asunto y acordó remitir la cuestión a una comisión parlamentaria para su posterior examen.